# Trường cao đẳng Musashigaoka
Musashigaoka College (武蔵丘短期大学 Musashi-gaoka tanki daigaku) là một trường cao đẳng tư ở Yoshimi, Saitama,  Nhật Bản, được thành lập vào năm 1991.